# Grande Sertão: Veredas
Grande Sertão: Veredas é um romance experimental modernista escrito pelo autor brasileiro João Guimarães Rosa e publicado pela Livraria José Olympio Editora, em 1956. Tanto a arte da capa como as ilustrações da primeira edição de Grande sertão: veredas são de autoria de Poty Lazzarotto. Pensado inicialmente como uma das novelas do livro Corpo de Baile, lançado nesse mesmo ano de 1956, cresceu, ganhou autonomia e tornou-se um dos mais importantes livros da literatura brasileira e da literatura lusófona. No mesmo ano, Rosa também lançou as novelas de Corpo de Baile e a quarta edição revista de Sagarana.
Em 2006 o Museu da Língua Portuguesa realizou uma exposição sobre a obra no Salão de Exposições Temporárias, cujas fotos ilustram o artigo. Em maio de 2002, o Clube do Livro da Noruega, entidade que congrega editores noruegueses, incluiu Grande Sertão: Veredas em sua lista dos cem melhores livros de todos os tempos —  único brasileiro entre 100 escritores de 54 países.
A grandiosidade de Grande Sertão: Veredas pode ser exemplificada pelas interpretações, que a abordam sob os mais variados pontos de vista, sem jamais deixar de ressaltar a capacidade e a confiança do autor ao ser inventivo. Extremamente erudito, Rosa incorporou em sua obra aspectos das mais diferentes culturas. Disse uma vez que "para estas duas vidas [viver e escrever], um léxico só não é suficiente".
Segundo Alexei Bueno, é uma das três epopeias da língua portuguesa, as outras sendo Os Lusíadas e Os Sertões.

## Cenário
A obra se passa no sertão brasileiro, em área que acredita-se, corresponda a parte dos estados da Bahia, Minas Gerais e Goiás, onde estão as nascentes do Rio Urucuia, mencionado repetidas vezes no romance, pela voz de Riobaldo. "Viemos pelo Urucuia. Meu rio de amor é o Urucuia". O Rio Urucuia nasce nas proximidades de Formosa - Goiás, no Planalto Central do Brasil, nas proximidades da divisa com Minas Gerais, mais precisamente, próximo as divisas dos municípios de Formosa - GO e Buritis - MG.
Apenas alguns lugares citados no livro são reais, sendo boa parte fruto da imaginação do autor.
Entre as localidades descritas no romance, o Liso do Sussuarão e o Rio São Francisco são as mais importantes. A primeira, por evidenciar as mudanças ocorridas em Riobaldo após o suposto pacto com o demônio.
| “ | "Se passou como se passou, nem refiro que fosse difícil-ah; essa vez não podia ser!" | ” |

A segunda, por representar uma divisão na história do narrador-protagonista.
| “ | "O São Francisco partiu minha vida em duas partes." | ” |

## Enredo
| “ | O diabo na rua, no meio do redemunho... | ” |

A história gira em torno do jagunço Riobaldo, também conhecido como Tatarana ou Urutu-Branco, narrador-protagonista do livro. Há na obra dois pontos aos quais o narrador se apega[carece de fontes?]:
Diadorim: um também jagunço com quem Riobaldo estabelece uma relação diferenciada, que se coloca nos limites entre a amizade e o relacionamento afetivo de um casal.
O pacto com o demônio: estabelecendo uma relação de intertexto com a história do Doutor Fausto. A dúvida se o pacto teria se concretizado ou não (afinal, Lúcifer não se faz presente) incomoda o narrador e o leva a questionamentos profundos como a existência do diabo – e, por consequência, de Deus. Por outro lado, tal pacto pode ser atribuído também a Exu, o primeiro Orixá do Candomblé, das Encruzilhadas, local inclusive onde se realizou o pacto, bem com outras divindades indígenas e da cultura cabocla.

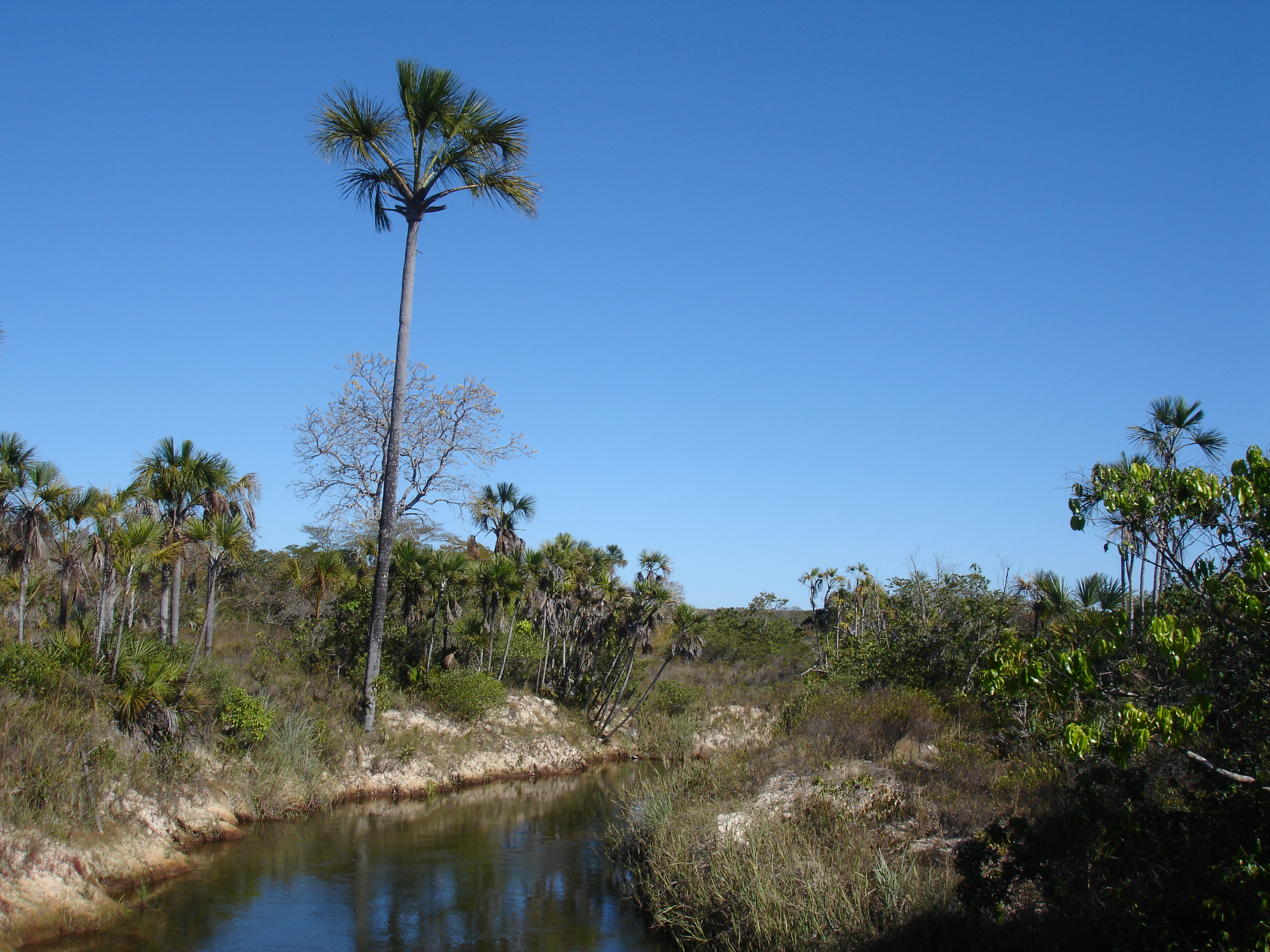
Foto do Parque Nacional Grande Sertão Veredas, criado em 1989 no município de Formoso (MG), em homenagem a João Guimarães Rosa e ao seu livro. O parque busca proteger o ecossistema, formado por veredas e chapadões do cerrado.

A narrativa é construída com acentos e jeitos sertanejos, característica típica do romance brasileiro moderno escrito a partir da década de 1930. O narrador conta a história a um interlocutor desconhecido, que nunca se pronuncia, a quem ele chama "Senhor", "Moço" ou "Doutor".[carece de fontes?].
Em sua narrativa, intérprete dos segredos das veredas, Riobaldo tece a história de sua vida – um discurso de descoberta e autoconhecimento: revelando o sertão-mundo, revela-se a si próprio, como se dissesse "o sertão sou eu" para reconhecer-se. Nessa perigosa travessia, Riobaldo confronta as forças do bem e do mal, retoma num fluxo de memória o fio de sua vida e narra as grandes lutas dos bandos de jagunços, descreve os feitos e características de diversos personagens e revela os códigos de honra e de procedimentos do sertão[carece de fontes?].
A narrativa não segue uma forma linear, mas podemos depreender dela muito da história de Riobaldo. Conta ele que depois da morte da mãe, uma mulher pobre que vive como agregada em uma grande fazenda no interior de Minas, passou a morar com seu padrinho, Selorico Mendes. Enquanto vive sob a guarda do padrinho, Riobaldo recebe formação escolar básica pelas mãos de Mestre Lucas, em Curralinho. Ao voltar para a fazenda de Selorico Mendes, conhece o bando de jagunços de Joca Ramiro a quem o padrinho oferece pouso. Dentre eles estão Hermógenes e Ricardão.
Riobaldo vislumbra-se com o "sistema jagunço" e o tempo em que passou entre os homens de Joca Ramiro é fundamental para o resto de sua vida. Mais tarde, perplexo por descobrir que Selorico Mendes provavelmente era seu verdadeiro pai, foge de casa para Curralinho, onde, graças a Mestre Lucas, conhece Zé Bebelo.
Zé Bebelo, que sonha em pacificar o sertão e acabar com os jagunços e em ser eleito deputado, passa a ter uma relação ambígua com Riobaldo. Ao mesmo tempo em que Riobaldo é professor "de letras e números" de Zé Bebelo, este ensina a Riobaldo sobre os meandros do  "sertões das gerais" (sul da Bahia, norte de Minas Gerais e norte e nordeste de Goiás).
Após temporada acompanhando Zé Bebelo, Riobaldo percebe que seu lugar é, desde que conheceu Joca Ramiro, junto aos jagunços, que, ironicamente, tanto perseguia. Resolve, então, desertar e seguir o rastro dos homens de Joca Ramiro.
Nessas idas e vindas, reencontra uma personagem que conheceu na infância num episódio que é marco narrativo da obra: conhecido pelos jagunços como Reinaldo, apresenta-se a Riobaldo como Diadorim. O narrador reconhece que existe entre ele e Diadorim uma relação diferente da que se podia haver entre os jagunços. É ele que introduz Riobaldo ao bando de Joca Ramiro.
O crítico literário Antonio Candido em seu ensaio O homem dos avessos diz que "há em Grande Sertão: Veredas uma espécie de grande princípio geral de reversibilidade, dando-lhe um caráter fluido e uma misteriosa eficácia."
Diadorim representa a quintessência deste princípio. Ele é, simultaneamente, a representação do masculino e do feminino, do celeste e do demoníaco, da certeza e da dúvida. Diadorim era sério, "não se fornecia com mulher nenhuma". Destemido, calado, de feições finas e delicadas, impressionava Riobaldo e exercia sobre ele grande fascínio: "Mas eu gostava dele, dia mais dia, mais gostava. Digo o senhor: como um feitiço? Isso. Feito coisa-feita. Era ele estar perto de mim, e nada me faltava. Era ele fechar a cara e estar tristonho, e eu perdia meu sossego".

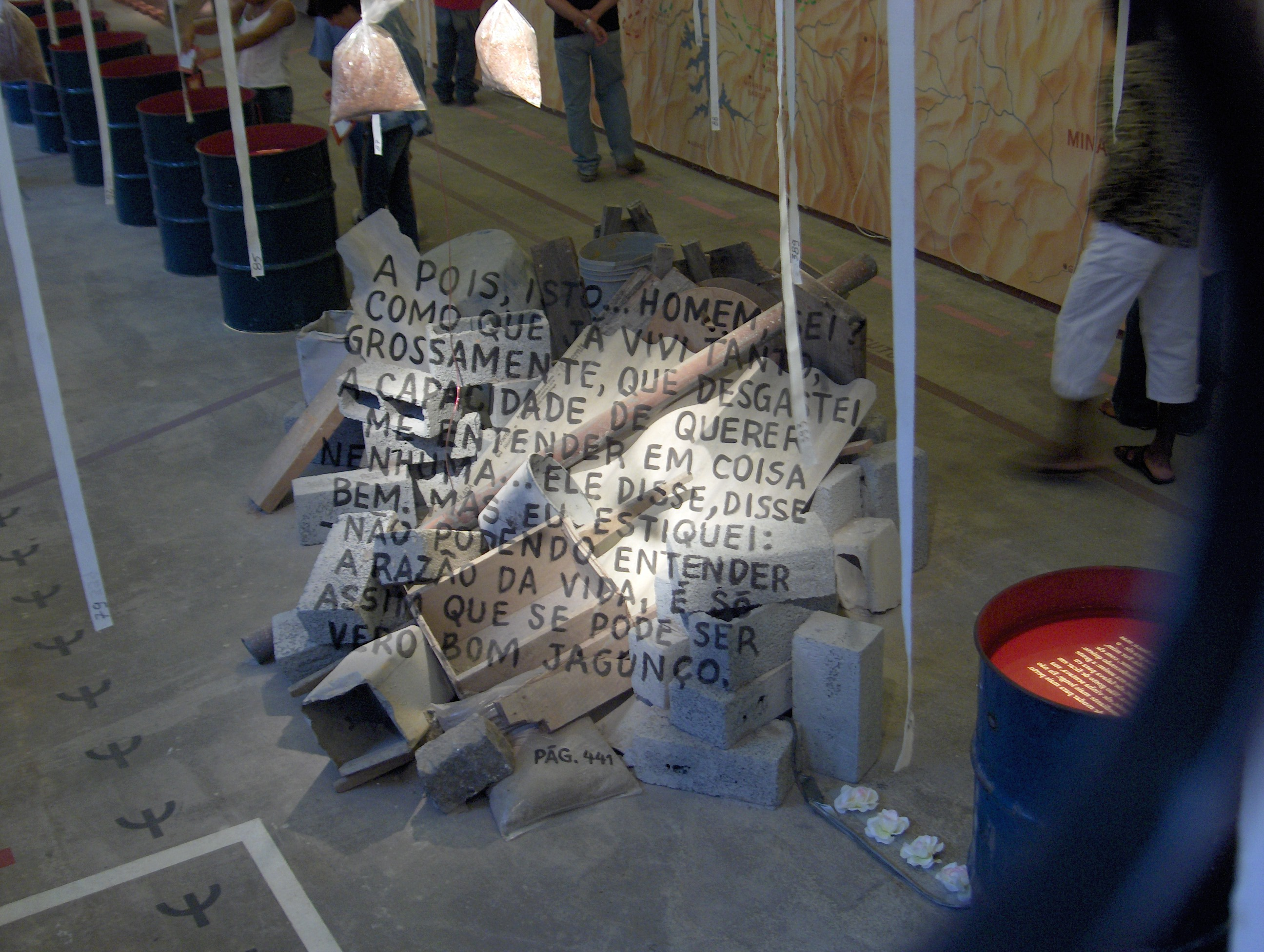
Exposição: trecho do livro de Guimarães Rosa inscrito em tijolos.

A partir do recrutamento de Riobaldo pelo esquadrão de Joca Ramiro temos, dentro da obra, a primeira guerra jagunça. O grupo encabeçado por Joca Ramiro, Hermógenes e Ricardão é perseguido por Zé Bebelo e seus homens. Após batalhas e cercos, Riobaldo mantém Zé Bebelo sob a mira de sua arma e, na iminência do disparo, o jagunço inventa a todos que Joca Ramiro queria o adversário vivo para oferecer-lhe julgamento justo.
Após o referido julgamento, Zé Bebelo é condenado ao exílio em Goiás, ficando proibido de retorno ao sertão enquanto Joca Ramiro viver. Descontentes com o que consideraram uma pena branda demais, Hermógenes e Ricardão — votos vencidos no julgamento — armam uma vingança e assassinam Joca Ramiro.
O momento cronologicamente posterior — e que, dentro da obra, marca o início da narrativa propriamente dita — é a segunda guerra jagunça: a busca da vingança pela morte de Joca Ramiro. O grupo de Riobaldo, capitaneado por Medeiro Vaz, fracassa ao tentar atravessar o Liso do Sussuarão e sucumbe antes de atingir o objetivo. Nesse ínterim, algumas revelações acontecem, como o fato de Diadorim ser filho de Joca Ramiro e o boato de Hermógenes ser pactário com o Diabo, e Medeiro Vaz morre. Riobaldo, apontado por Vaz como seu sucessor, recusa o posto, e o cargo fica à disposição de Marcelino Pampa, que lidera provisoriamente até o retorno inesperado de Zé Bebelo.
Ironicamente, o maior adversário dos jagunços passa a liderar o maior bando da região em busca de vingança.
O episódio definitivo nessa segunda guerra é o cerco na Fazenda dos Tucanos, quando o grupo de Hermógenes mantém Zé Bebelo e seus homens cativos sob a mira de seus melhores atiradores. Sufocantes até para o leitor, os eventos que se passam durante o cerco são marcados pelo início do confronto entre Riobaldo e Zé Bebelo. Este envia missivas para a guarda nacional pedindo ajuda, o que causa desconfiança naquele. Após o pedido de ajuda ser cumprido, uma trégua de três dias é combinada entre os "zébebelos" e os "hermógenes".
Durante a trégua, os dois grupos se afastam e a desconfiança de Riobaldo só aumenta. Quando os boatos sobre o pacto de Hermógenes são tantos que passam a ser incorporados como verdade, Riobaldo decide que a única forma de vencê-lo é, também, contratar com o Demo.
Em uma noite escura, o narrador vai, então, a uma encruzilhada. Chama o demônio pelo nome e, não recebe qualquer tipo de resposta. Não é possível afirmar com certeza se houve ou não o pacto. Essa tensão estende-se por toda a narrativa. O leitor, contudo, consegue perceber que, a partir dessa noite, o comportamento de Riobaldo modifica-se radicalmente.
Um dos motes do livro se trata justamente sobre a existência ou não do "Diabo", e se verdadeira a sua condição de pactuário. Trata-se aí de outra representação do Princípio de Reversibilidade: durante a narrativa, o narrador oscila entre o crer e o não crer, a existência e a inexistência do "coisa-ruim".
| “ | Nonada. O diabo não há! É o que eu digo, se for... Existe é homem humano. | ” |

| “ | O Diabo no meio da rua. | ” |

A mudança nas atitudes de Riobaldo é tamanha que, ao retornar pro acampamento na manhã posterior à madrugada do suposto pacto, o jagunço desafia um cada vez mais fraco Zé Bebelo, tira dele a posição de líder do grupo e ressurge rebatizado de Urutu-Branco.
Diadorim tinha como objetivo vingar a morte do pai e consegue, após muitas lutas e andanças. Em sangrento duelo, mata Hermógenes, mas é ferido mortalmente.
Após o trágico fim de Diadorim, Riobaldo desiste da vida de jagunço e adota um comportamento de devoção espiritual, orientado pelo seu compadre Quelemém. Casa-se com Otacília e torna-se proprietário, ao receber duas fazendas de herança, assumindo, assim, a condição almejada de "homem definitivo".

## Personagens
- Riobaldo: jagunço letrado, protagonista e narrador da história. Conta a sua história à procura de respostas para questionamentos universais como a existência ou não do diabo.
- Diadorim: companheiro de lutas de Riobaldo, representa as diversas ambiguidades e paradoxos que se apresentam na obra. É, ao mesmo tempo, personificação do bem e do mal, do feminino e do masculino, da certeza e da dúvida, e assim por diante.
- Hermógenes: líder do bando de jagunços inimigo.
- Joca Ramiro: líder dos jagunços, apresenta-se, na visão de Riobaldo, como magnânimo e distante, personificando o próprio sertão e a união entre os jagunços.
- Zé Bebelo: personifica o “chefe”, a astúcia, a sobrevivência. Torna-se, posteriormente, o líder dos jagunços.
- Medeiro Vaz: personifica o respeito e a integração do grupo, a fidelidade e a certeza.
- Otacília: uma das mulheres amadas por Riobaldo; personifica a pureza, a esposa que espera e reza, o “amor-sentimento”.
- Nhorinhá: a outra mulher amada por Riobaldo, a prostituta, o prazer carnal, o “amor-sexo”.
- Jagunços: companheiros no grande sertão, sujeitos ao próprio destino, personificam a necessidade da luta constante.
- Compadre Quelemém: a quem Riobaldo conta sua história, ajudando-o nas conclusões finais sobre o destino, sobre o bem e o mal; personifica o próprio Riobaldo velho, experiente, a própria experiência da alma.

## Histórico

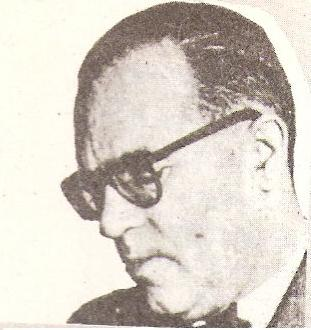
O autor, João Guimarães Rosa

Para a construção de Grande Sertão: Veredas foram realizadas duas viagens: em 1945, vai ao interior de Minas Gerais rever as paisagens de sua infância, e em 1952, acompanha a condução de uma boiada pelo sertão mineiro.
Grande Sertão: Veredas foi dedicado por Guimarães a "Ara", sua segunda esposa, Aracy de Carvalho Guimarães Rosa.
Com o lançamento de Grande Sertão: Veredas, houve grande impacto no cenário literário brasileiro. O sucesso do livro, logo traduzido para diversas línguas, foi devido, especialmente, às inovações formais. Tornou-se um sucesso comercial, e recebeu três prêmios nacionais: o Prêmio Machado de Assis, do Instituto Nacional do Livro, em 1961; o Prêmio Carmem Dolores Barbosa, de São Paulo, em 1957; e o Prêmio Paula Brito, do Rio de Janeiro. A publicação fez com que Guimarães Rosa encabeçasse a lista tríplice, composta por Clarice Lispector e João Cabral de Melo Neto, como os melhores escritores da terceira geração modernista brasileira.
Para Renard Perez, em Grande Sertão: Veredas, "além da técnica e da linguagem surpreendentes, deve-se destacar o poder de criação do romancista, e sua aguda análise dos conflitos psicológicos presentes na história".

## Análise

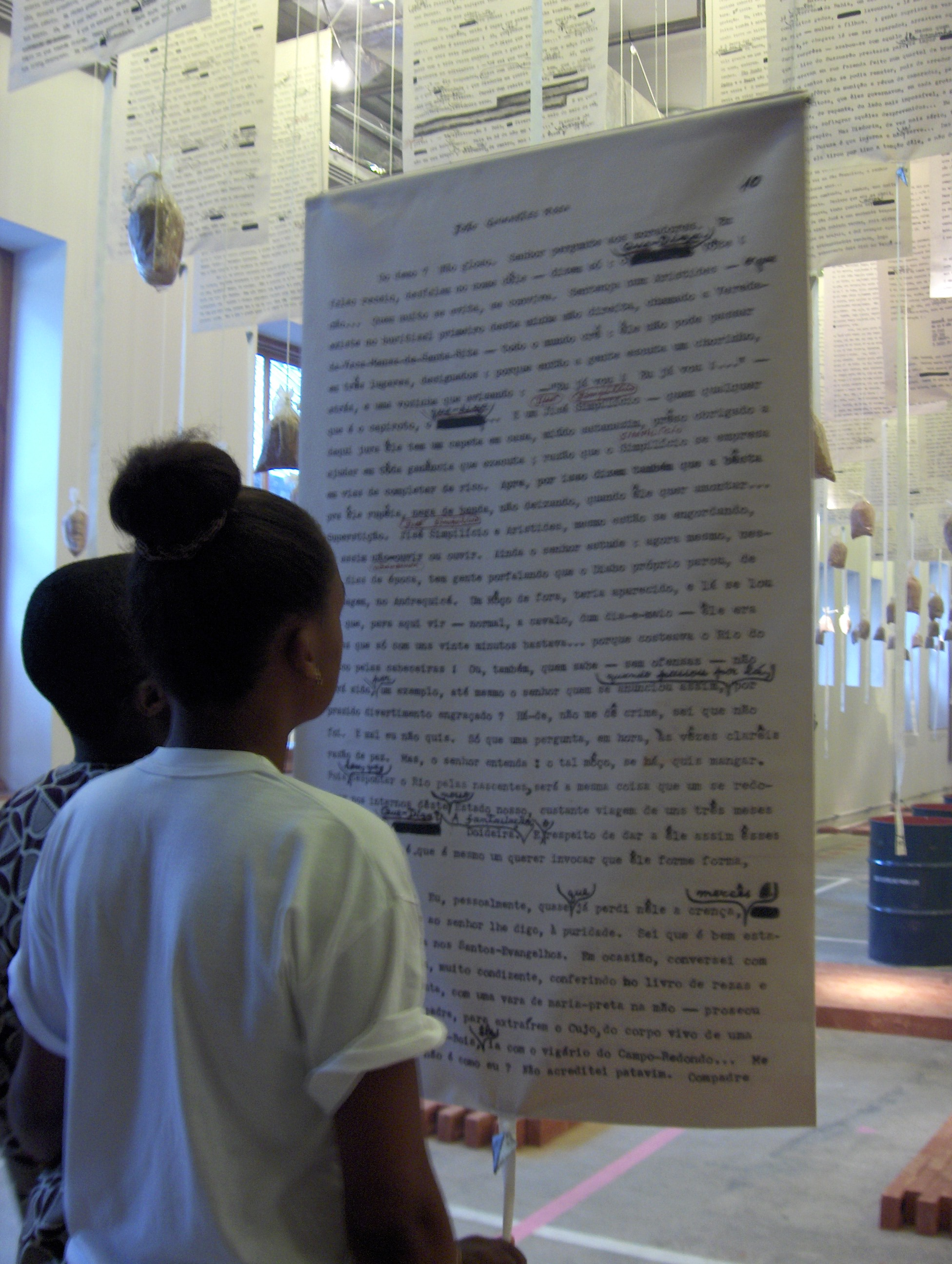
Exposição: crianças leem um fac-símile de uma das páginas do romance Grande Sertão: Veredas (na página é possível ver as correções e alterações feitas de próprio punho pelo autor).

Grande Sertão: Veredas é a expressão máxima do que a ensaísta Dirce Cortes Riedel chamou de “sertão construído na linguagem", isto é, o sertão dos Campos Gerais apropriado e recriado pela poesia rosiana. Mais extensa das narrativas do autor, o livro é a narração pelo personagem Riobaldo, de suas andanças pelo sertão.
O jagunço Riobaldo conta sua saga a um ouvinte letrado, cuja presença é perceptível apenas pelas marcas que deixa no discurso do narrador.
O projeto de João Guimarães Rosa em Grande Sertão: Veredas é o de discorrer sobre elementos universais, alegoricamente contextualizados em um ambiente pretextualmente regional, numa escrita poética marcada por inúmeras idiossincrasias. Dessa forma, eleva-se o sertão à condição de locus hominis: “o sertão é do tamanho do mundo”.
O sertão é “onde o pensamento da gente se forma mais forte que o poder do lugar”, é o pathos em que a vida contemplativa e absurda suplanta o automatismo da técnica moderna e do senso comum (“quando acordei, não cri: tudo que é bonito é absurdo - Deus estável”). Esse páthos é a altura desde a qual o homem transborda de sua individualidade e redescobre-se no mundo.
A aridez sertaneja, enfatizada sobretudo na linguagem visceralmente regionalista, contrasta com a dimensão universal da narrativa de Riobaldo. Homem e mundo, realidade e devaneio, mundano e divino, são aspectos de um mesmo conflito, exaustivamente contemplado pela literatura universal (casos paradigmáticos são a Ilíada de Homero, a Divina Comédia de Dante, o Dom Quixote de Miguel de Cervantes e o Fausto de Goethe) e que na obra de Guimarães Rosa figura sob o paradoxismo sertão-grande sertão. “E estou contando não é uma vida de sertanejo, seja se for jagunço, mas a matéria vertente”.
Guimarães Rosa declarou que esse romance é sua "autobiografia irracional". O grande sertão é o acontecimento do milagre no “vai-vem da vida burra” e cética, descrente de si. É a constatação plena de que "viver é negócio muito perigoso". Como "autobiografia", é a proposta de se viver de forma transcendente à limitada condição humana: ao invés de "viver para contá-la", o autor vai "contar para vivê-la".
Pode-se dizer que em Grande Sertão: Veredas fica evidente a ideia do homem a mercê de seu destino, e principalmente, da natureza. A trajetória de Riobaldo mostra que, apesar da inteligência, o homem não deve subestimar a força e os sinais da natureza, que só existem para mostrar até onde cada um pode ir.
Em inúmeras passagens da obra há sinais que indicam que a natureza, de alguma forma, está tentando alertar sobre os perigos existentes. A frase que mais se destaca no texto é a que expressa que "Viver é algo perigoso". Ou seja, apesar de saber o quanto o sertão é traiçoeiro, os personagens insistem em "desafiá-lo", resultando em consequências que podem se mostrar trágicas.
Seria mais conveniente, a partir de uma intensa análise da obra de Rosa, rever os conceitos já definidos e tender a abordar que, na verdade, o autor busca mostrar o quanto o homem está suscetível ao mundo que o cerca, e não ao contrário.

## Recepção crítica

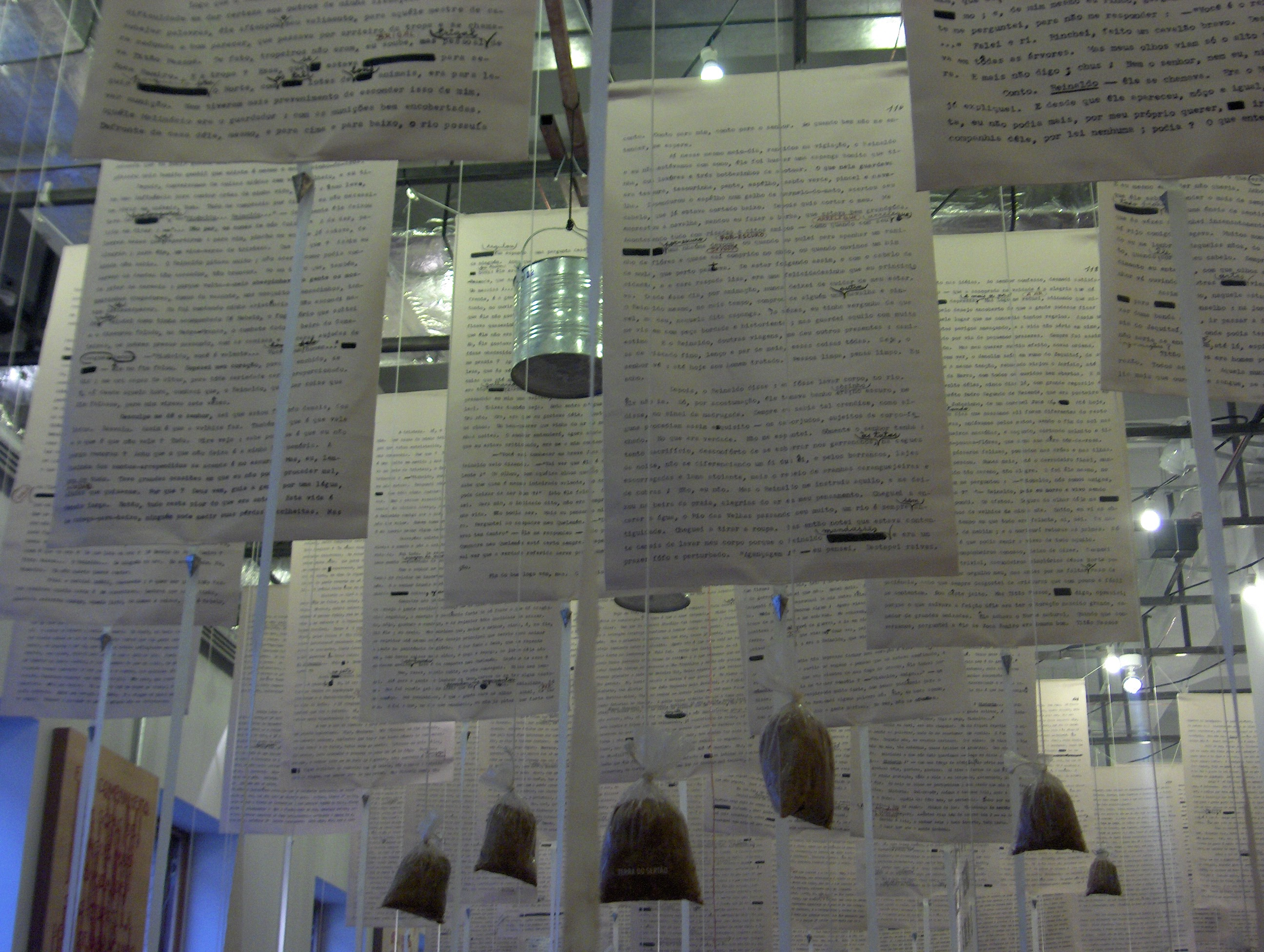
Trechos pendurados de Grande Sertão: Veredas no Salão de Exposições Temporárias do Museu da Língua Portuguesa.

Paulo Rónai sobre o Grande Sertão: Veredas afirma "... todas as audácias da construção, toda a riqueza do conteúdo filosófico seriam apenas jogos da inteligência, se o sertão de Guimarães Rosa não fosse também, além de símbolo, realidade viva e concreta, com seus bichos, plantas, gentes e superstições admiravelmente descritos; se a narração de Riobaldo não fosse além de uma teia engenhosamente urdida, um tecido de casos, encontros, acontecimentos e cenas de insuspeita autenticidade; e se a intervenção do sobrenatural não fosse tramada com arte das mais sutis, de modo que nunca entra em choque com o realismo psicológico. A existência do Diabo ou a crença na existência dele ("Não é, mas finge de ser") são explanações igualmente válidas para o destino de Riobaldo". Afirma também que "... o sinal -:- entre os dois elementos do título teria valor adversativo, estabelecendo a oposição entre a imensa realidade inabrangível e suas mínimas parcelas acessíveis.[...] E também, segundo me confirmou certa vez o próprio Autor, entre o inconsciente e o consciente".
Ainda defende Rónai que "como prêmio pelo esforço exigido pela leitura, saímos dela com a impressão de termos participado um pouco da obra de ficção, de termos compartilhado não só as vicissitudes das personagens, mas também a alegria criadora do autor".
Antonio Candido defende que "na extraordinária obra-prima Grande Sertão: Veredas há de tudo para quem souber ler, e nela tudo é forte, belo, impecavelmente realizado. Cada um poderá abordá-la a seu gosto, conforme o seu ofício".
Múcio Leão reconhece que a linguagem de Grande Sertão: Veredas é "dificílima", "uma espécie de língua nova, inaceitável à maioria dos leitores, senão a todos eles. Eu mesmo, que terminei por achar uma pura delícia esse Grande Sertão: Veredas, tive muita dificuldade para conseguir lê-lo. [...] Resolvi lê-lo mais ou menos como se fosse um livro escrito em outra língua, uma língua aproximada desta que falo."
Josué Montello, em aula inaugural do Curso de Literatura proferida em 28 de março de 1957 na Faculdade de Letras de Lisboa, considerou Grande Sertão: Veredas "a mais arrojada aventura da nova ficção brasileira. Guimarães Rosa é um renovador da língua como Aquilino Ribeiro."
Benedito Nunes escreve que "Grande Sertão: Veredas ultrapassa o âmbito regional. No drama do sertanejo ou do jagunço, irrompem os grandes problemas humanos – seja a luta do homem contra a natureza que o estimula e o abate ao mesmo tempo, seja o ímpeto do jagunço que se põe em armas para defender uma causa indefinível, adota a lei da guerra menos pela rudeza de seu espírito do que pela necessidade de viver e de realizar o seu destino." Aliás, trata-se do único crítico que aponta deficiências no estilo do autor:
Os trechos onde a linguagem decai, perdendo a sua eficiência expressiva, revelam os defeitos da técnica que o romancista preferiu adotar para ser fiel às situações vividas pelo personagem. Alguns desses defeitos são cacoetes estilísticos decorrentes do uso, tantas vezes abusivo das desarticulações sintáticas, contrações e elipses que, praticadas mecanicamente, não possuem mais valor expressivo.

## Adaptações
- Grande Sertão, filme de 1965 dirigido pelos irmãos Geraldo e Renato Santos Pereira, com Maurício do Valle (Riobaldo), Sônia Clara (Diadorim) e Jofre Soares (Zé Bebelo).
- Grande Sertão: Veredas (minissérie), produção da Rede Globo, escrita em 1985 por Walter George Durst e dirigida por Walter Avancini com assistência de Luiz Fernando Carvalho, com Tony Ramos (Riobaldo), Bruna Lombardi (Diadorim), Tarcísio Meira (Hermógenes) e José Dumont (Zé Bebelo).

Em 2001 o livro foi colocado na forma de ópera no espetáculo Sertão Sertões, Uma Cantata Cênica, de Rufo Herrera com codireção com Carlos Rocha, cenário e figurino André Cortez. O elenco contou com o Coral Lírico, Orquestra Sinfônica, Companhia de Dança do Palácio das Artes e atores convidados.
Em 2013 foi lançado o documentário Sujeito Oculto: na Rota do Grande Sertão, dirigido por Silvio Tendler, que refez a trajetória que o autor fez para escrever o romance, por onde, em 1952, seguiu a célebre boiada de 300 cabeças de gado, capitaneada por Manuelzão.
Em 2014, o livro ganhou uma versão em quadrinhos criada por Eloar Guazzelli (roteiro) e Rodrigo Rosa (arte). Esta graphic novel ganhou o Troféu HQ Mix de "melhor adaptação para os quadrinhos" e o segundo lugar no Prêmio Jabuti na categoria "Adaptação".
Em 2017, foi lançada uma montagem teatral com o nome do livro. A peça, dirigida por Bia Lessa, teve sua montagem inicial com Caio Blat como Riobaldo e Luiza Lemmertz como Diadorim.
O monólogo O Diabo Na Rua, No Meio do Redemunho é um recorte do livro Grande Sertão: Veredas, de João Guimarães Rosa, com foco na dialética bem/mal. Aborda as ações passadas do ex-jagunço Riobaldo, hoje um próspero fazendeiro. As inquietações da juventude o levaram ao pacto Fáustico. Ao rememorar, ele reflete sobre Deus e o demônio. “O diabo existe?” é a principal questão desse homem angustiado, que constata: “viver é muito perigoso”. Direção: Amir Haddad. Adaptação e atuação: Gilson de Barros.

Dirigido por Bia Lessa, o filme O diabo na rua no meio do redemunho é narrado por Riobaldo, que nos transporta para sua vida como jagunço e compartilha suas experiências e conflitos. Ao longo da trama, ele se envolve com diversos bandos e líderes carismáticos, entre os quais o temido Hermógenes. O coração de Riobaldo é conquistado por Diadorim, um jovem valente e misterioso que se torna o amor de sua vida. Através da narrativa de Riobaldo, o autor explora as complexidades da alma humana, mergulhando na dualidade entre o bem e o mal. Adaptação da aclamada obra-prima "Grande Sertão: Veredas", escrita por Guimarães Rosa. Com estreia em agosto de 2024, o filme “O diabo na rua no meio do redemunho” é o resultado da imersão de quase 20 anos de Bia Lessa na obra máxima de Guimarães Rosa (1908-1967).